# Детективи
„Детективи” је југословенска телевизијска серија снимљена 1970. године у продукцији ТВ Скопље.

## Улоге
| Глумац                   | Улога |
| ------------------------ | ----- |
| Владимир Дади Ангеловски |       |
| Чедо Христов             |       |
| Ленче Делова             |       |
| Симе Илиев               |       |
| Ненад Милосављевић       |       |

Комплетна ТВ екипа ▼
| Редитељ | Димитар Христов |